# Gianluca Ramazzotti
Gianluca Ramazzotti (Rim, 22. kolovoza 1970.) je talijanski glumac.

## Životopis
Gianluca Ramazzotti se školovao u Teatru Kalabrije, tečajevima u varšavskom teatru i u Parizu u Theatre du Soleil. Priključio se kazališnoj trupi Bagaglino pod vodstvom Piera Francesca Pignitorea, te sudjelovao u predstavama i TV-seriji u njenoj produkciji.
Osim u Bagaglinu, glumio je u TV-seriji Vivere i Un posto al sole, kao i TV-filmu Il Papa Buono u režiji Rickyja Tognazzija.
Također radi kao radio-voditelj i posuditelj glasa za sinkroniuzirani filmove, pogotovo kada su u pitanju radio drame Radiodue.
Kao kazališni glumac je nastupao u ulozi 'Bojettoa u muzičkoj komediji Rugantino.
Ramazzotti tečno govori talijanski, francuski, španjolski i engleski jezik.

## Filmografija

### Teatar
- I Promessi Sposi un musical
- Intrichi d’amore
- La scuola delle mogli
- Soldati a Inglostadt
- Ifigenia in Aulide
- A qualcuno piace caldo
- La notte
- Il gatto che scoprì l’America
- La farina del diavolo
- Scanzonatissimo Gran Casinò
- Babbo Natale è uno Stronzo…
- Dark! Tornerò prima di mezzanotte
- Il Vantone
- Lei
- I tre processi
- E Ballando Ballando
- Il Decamerone
- Il re muore
- Rugantino
- Se devi dire una bugia dilla grossa
- Cyrano
- Boeing-Boeing
- Romolo & Remolo
- La Donna in nero
- Destinatario Sconosciuto
- Il giro del mondo in 80 risate
- Sempre meglio che lavorare (one man Show)
- Il Mago di Oz
- Un pezzo di pazzo
- Prime donne alle primarie
- Uomini all’80%
- Va tutto storto!
- E io pago!
- Complici
- Gabbia di matti
- Destinatario sconosciuto (also director)
- Va tutto storto

### Televizija
- Vivere
- Un posto al sole
- Anni 60
- Distretto di polizia
- Giornalisti
- La squadra
- Tequila e Bonetti
- Il Papa buono
- Miconsenta
- Con le unghie e con i denti
- Barbecue
- Passaparola
- Domani è un'altra truffa
- Torte in faccia
- Punto e a capo (gost)
- E io pago!
- Edizione Straordinaria (satirične TV vijesti, Demo Mura)
- Seven Show 2007
- Vita da paparazzo
- Gabbia di Matti

## Vanjske poveznice
- (tal.)Službene stranice
- Gianluca Ramazzotti na Internet Movie Database-u